# Giuseppe Curci
Giuseppe Curci (Barletta, 15 giugno 1808 – Barletta, 5 agosto 1877) è stato un compositore e direttore d'orchestra italiano.

## Biografia
Giuseppe Curci seguì gli studi musicali presso il conservatorio di San Pietro a Majella di Napoli con i maestri Furno, Raimondi, Zingarelli e Crescentini. 
Nel 1832 raggiunse, all'età di 25 anni, un notevole successo con l'opera Un'ora di prigione. In seguito viaggiò in tutta Europa, muovendosi da Vienna a Parigi e poi ancora a Londra fino al ritorno in Italia nel 1855.
Detenne la direzione artistica del teatro Comunale di Barletta fino alla sua morte, avvenuta nel 1877 all'età di 69 anni. 
Per il lustro che il compositore diede alla città di Barletta il Consiglio Comunale  con delibera del 25 settembre 1877 decise di dedicare in suo onore il nuovo teatro comunale.

## Opere
Le opere liriche che di Giuseppe Curci si ricordano sono:
1. Un’ora di prigione, commedia in canto e prosa in due atti di Michele Paturzo, 1832
2. Il ciabattino medico e la morte, opera semiseria di Giuseppe Ceccherini, 1832
3. Un matrimonio conchiuso dalle bugie, commedia in canto e prosa in due atti di Andrea Passaro,1833
4. Il Sarto e i Tabarri, melodramma in due atti di Andrea Passaro, 1834
5. Ruggiero duca di Puglia, azione drammatica in un atto di Cesare Dalbono,1835
6. Il Proscritto, melodramma in due atti di Pietro Salatino, 1835
7. Don Desiderio, melodramma giocoso in due atti di Leone Fontana, 1838
8. I due mariti, opera buffa in due atti di Giuseppe Gianfranceschi, 1845
9. Le Moine Blanc, di Gustave Bigoire, mai rappresentata, 1848
10. Le Bachelier d’Oviedo, di Gustave Bigorie, mai rappresentata ,1848
11. Alfonso il magnanimo, azione drammatica in un atto di Francesco Rubino, mai rappresentata, 1856